# Тотёмаэ (станция)

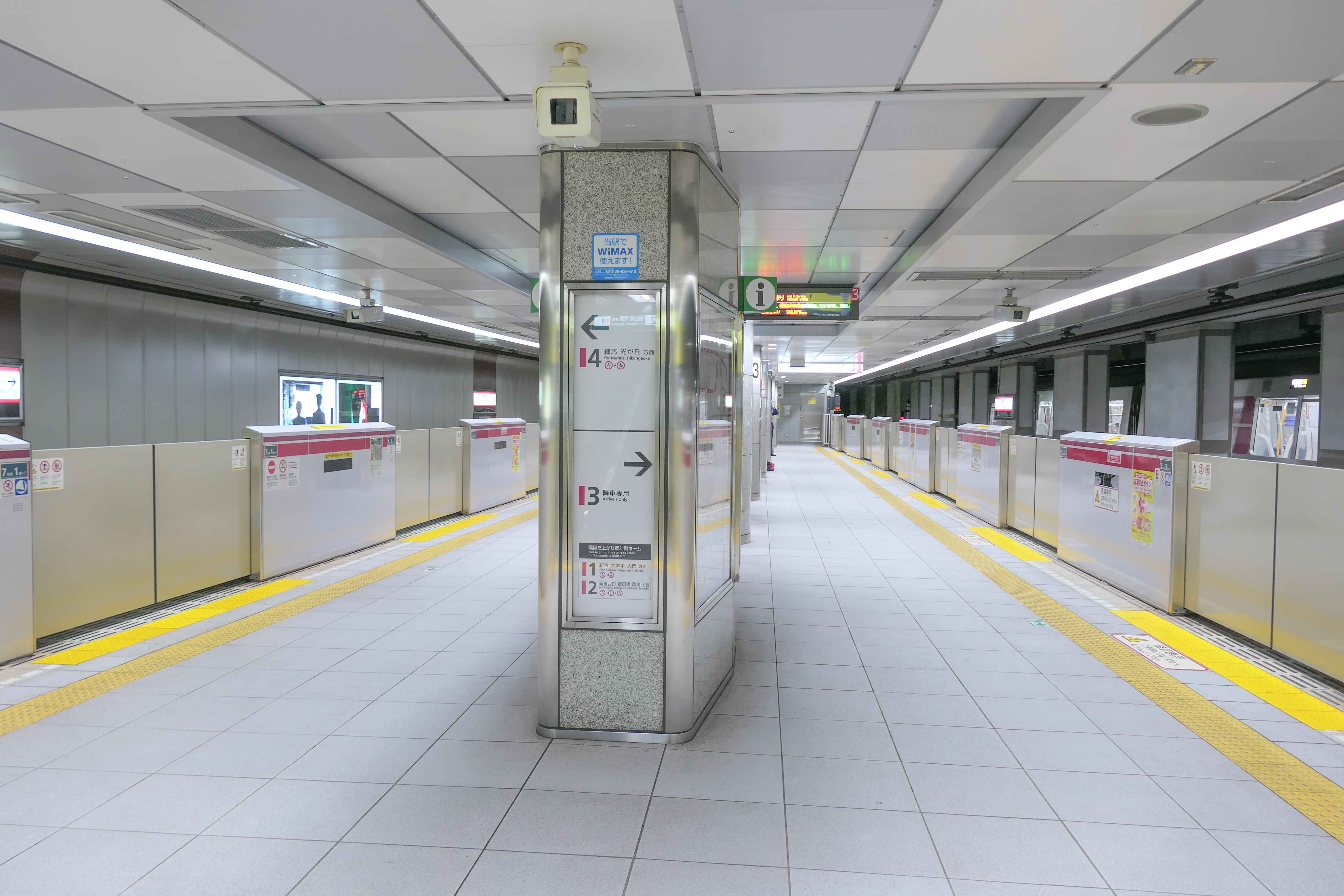
Станционные платформы №3 и №4

Станция Тотёмаэ (яп. 都庁前駅 тотё: маэ эки) — железнодорожная станция на линии Оэдо расположенная в специальном районе Синдзюку, Токио. Станция обозначена номером E-28. Это конечная станция линии Оэдо. На станции установлены автоматические платформенные ворота.

## Окрестности станции
- Ниси-Синдзюку (Линия Маруноути)
- Токийское столичное правительственное здание
- Центральный парк Синдзюку

## Планировка станции
Две платформы островного типа и 4 пути.
| 1 | ○ Линия Оэдо (Toei) | от станции Хикаригаока до станций Роппонги, Даймон |
| 2 | ○ Линия Оэдо        | до станций Иидабаси, Рёгоку                        |
| 3 | ○ только выход      |                                                    |
| 4 | ○ Линия Оэдо        | от станции Роппонги до станций Нэрима, Хикаригаока |

## Близлежащие станции
| «                 | «                 | Вид обслуживания                             | »                           | »                           |
| Линия Оэдо (E-28) | Линия Оэдо (E-28) | Линия Оэдо (E-28)                            | Линия Оэдо (E-28)           | Линия Оэдо (E-28)           |
| ----------------- | ----------------- | -------------------------------------------- | --------------------------- | --------------------------- |
| Конечная станция  | Конечная станция  | до Иидабаси и Рёгоку                         | Синдзюку-Нисигути (E-01)    | Синдзюку-Нисигути (E-01)    |
| Синдзюку (E-27)   | Синдзюку (E-27)   | до Роппонги и Даймон до Нэрима и Хикаригаока | Ниси-Синдзюку-Готёмэ (E-29) | Ниси-Синдзюку-Готёмэ (E-29) |